# خون (فیلم ۲۰۱۲)
خون (انگلیسی: Blood) فیلمی در ژانر جنایی است که در سال ۲۰۱۲ منتشر شد. از بازیگران آن می‌توان به پل بتانی، استیون گراهام، مارک استرانگ، برایان کاکس و بن کرمپتون اشاره کرد.